# Aiaia
Aiaia eller Aeaea er en ø kendt fra den græske mytologi, hvorpå troldkvinden Kirke bor. Den er modsat nymfen Kalypsos ø meget naturlig og uberørt.
| Fiktion | Spire Denne artikel om en historie eller noget fiktivt er en spire som bør udbygges. Du er velkommen til at hjælpe Wikipedia ved at udvide den. |